# Präsidentschaftswahl in Indien 1992

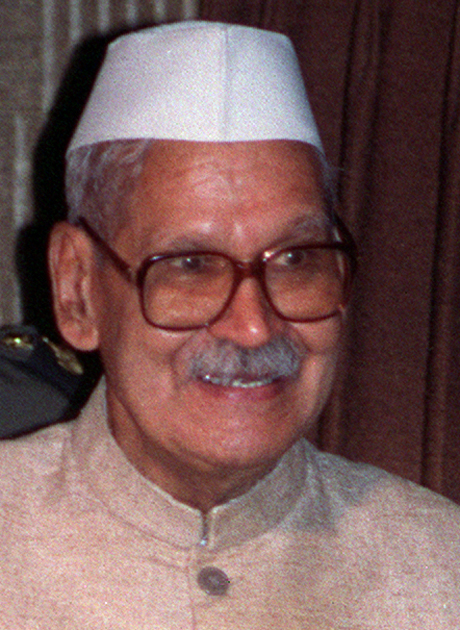
Shankar Dayal Sharma

Die Präsidentschaftswahl in Indien 1992 fand am 13. Juli 1992 statt. Es war die zehnte Wahl des Staatspräsidenten in Indien seit der Unabhängigkeit. Gewählt wurde der Kandidat der Kongresspartei, Shankar Dayal Sharma.

## Vorgeschichte
Die Amtszeit des 1987 gewählten Präsidenten R. Venkataraman ging am 24. Juli 1987 zu Ende. In der Endphase seiner Amtszeit wurde spekuliert, ob er für eine zweite Amtszeit kandidieren würde. Venkataraman erklärte jedoch sein Desinteresse, weswegen die Suche nach geeigneten Kandidaten begann. Im Wahlkollegium (Electoral College), das nach der indischen Verfassung den Präsidenten wählt, waren drei größere politische Gruppierungen vertreten, die Kongresspartei, die mit P. V. Narasimha Rao den Premierminister Indiens stellte, mit ihren Verbündeten, die Bharatiya Janata Party (BJP) und die Parteien der National Front unter Führung der Janata Dal zusammen mit den kommunistischen Parteien. Das Stimmenverhältnis im Wahlkollegium betrug etwa 3 : 2 : 1,9, so dass keine der Gruppierungen über die absolute Mehrheit verfügte. Im Vorfeld der Wahl erhoben parteiübergreifend Parlamentarier aus den sogenannten Scheduled Castes (SC) und Scheduled Tribes (ST) die Forderung, dass diesmal ein Präsident, der den SC/ST angehören sollte, gewählt werden solle. Diese Forderung machte sich V. P. Singh, der Parteiführer der Janata Dal zu eigen, stieß dabei aber auch auf Widerspruch innerhalb seiner eigenen Partei. Die BJP versuchte, mit der Kongresspartei ein Abkommen abzuschließen, nach dem einer der beiden Posten – Präsident oder Vizepräsident – der BJP zufallen sollte. Um eine Einigung von BJP und Kongresspartei zu verhindern, erklärten die Linksparteien, den bisherigen Vizepräsidenten, Shankar Dayal Sharma (Kongresspartei) wählen zu wollen, wenn dafür K. R. Narayanan, ein Angehöriger der scheduled castes, mit den Stimmen der Kongresspartei zum Vizepräsidenten gewählt würde. Die Führung der Kongresspartei zögerte, das Amt des Vizepräsidenten an eine andere Partei abzutreten, so dass die Janata Dal schließlich George Gilbert Swell, einen parteilosen Angehörigen der SC, als Präsidentschaftskandidaten nominierte. Die BJP schloss sich diesem Vorschlag an. Als weiteren Kandidaten brachte sich Ram Jethmalani (Janata Dal), ein prominenter Strafverteidiger und Abgeordneter in der Rajya Sabha, ins Gespräch.
Letztlich unterstützten die meisten Abgeordneten der Left Front (CPM, CPI, Forward Bloc, …) und andere Regionalparteien (AIADMK u. a.) den Kandidaten der Kongresspartei S. D. Sharma, BJP und die National Front unterstützten G. G. Swell. Abweichend davon enthielten sich die Abgeordneten von Revolutionary Socialist Party (Left Front) und Jharkhand Mukti Morcha (National Front).

## Wahlablauf und -ergebnis
Die Stimmgewichte im Wahlkollegium waren auf Basis der Volkszählung von 1971 festgelegt worden. Das Stimmgewicht der Abgeordneten von Lok Sabha und Rajya Sabha betrug 702. Das Stimmgewicht der Abgeordneten der bundesstaatlichen Parlamente lag zwischen 7 (Sikkim) und 208 (Uttar Pradesh). Da die Parlamente von Jammu und Kashmir und Nagaland zur Zeit der Wahl aufgelöst waren, nahmen ihre Abgeordneten nicht an der Wahl teil.
Die Ankündigung der Wahltermine erfolgte am 10. Juni 1992. Kandidatenvorschläge konnten bis zum 24. Juni 1992 eingereicht werden. Am 25. Juni 1992 wurde über die Zulassung der nominierten Kandidaten entschieden, die ihre Kandidatur noch bis zum 27. Juni 1992 zurückziehen konnten. Die eigentliche Wahl fand am 13. Juli 1992 statt und am 16. Juli 1992 erfolgte die Stimmenauszählung.
| Kandidat                             | Gewichtete Stimmen | in Prozent |
| ------------------------------------ | ------------------ | ---------- |
| Shanker Dayal Sharma                 | 675.804            | 65,86      |
| George Gilbert Swell                 | 346.485            | 33,77      |
| Ram Jethmalani                       | 2.704              | 0,26       |
| Kaka Joginder Singh Urf Dharti-Pakad | 1.135              | 0,11       |
| Gesamt                               | 1.026.188          | 100        |

Am 25. Juli 1992 trat Sharma sein Amt als Präsident an.